# ラシュカレ・タイバ
ラシュカレ・タイバ（ウルドゥー語: لشكرِ طيبہ、翻字：laškar-ĕ ṯayyiba、英語: Lashkar-e-Taiba、略称：LeT、「敬虔な者の軍隊」の意）は、パキスタンに拠点を置く、イスラム過激派組織。
国際連合や多くの国からテロ組織と認定されている。ラシュカレトイバとも呼ばれる。

## 概要
インド・パキスタンの係争地域であるカシミール地方の分離独立を掲げ南アジア地域で活動している。
母体であるマルカズ・ウッ=ダウア・ワル=イルシャード（Markaz-ud-Dawa-wal-Irshad、略称：MDI）は、1980年代後半、アフガニスタン紛争においてソビエト連邦に対抗するために、ジャマート・ウッ=ダウア（Jamaat-ud-Dawa、略称：JuD）を合併し、ハフィズ・サイード、アブドゥッラー・アッザーム、ザファル・イクバールによって設立された。その際、アッザームの弟子であるウサーマ・ビン・ラディンの資金提供を受けたと言われている。
その数年後の1990年、MDIの軍事部門としてラシュカレ・タイバ（Lashkar-e-Taiba、略称：LeT）が設立された。それ以降、MDIは正式にはダウア（布教）を、LeTはジハードを担当するようになった。
LeTの構成員は、本名を隠し、偽名で活動している。ビン＝ラーディンは、彼らを「シェイフ・アル・アブドゥッラー」と呼んでいる。9月11日のテロ事件後、LeTの在米資産は凍結され、イギリスでは活動が禁止された（2000年）。2001年12月、アメリカ政府は、LeTをテロ組織に指定した。2002年1月、パキスタン政府も、LeTの活動を禁止し、資産を凍結した。LeTの活動禁止後、マルカズは、ジャマートゥッ＝ダウアに改称した。
パキスタンのNews紙によれば、LeTは、パキスタン国内とカシミールに6カ所の軍事キャンプを保有している。その外、パキスタン国内には、約2,200人の構成員が存在するという。
南アジア全域を支配するべくイスラム帝国建設に邁進しており、かつてイスラム教徒のものであったのに、キリスト教の十字軍によって奪われたヨーロッパを、イスラムの手に奪い返す使命と、ユダヤ教徒とキリスト教徒に対するジハードは、すべてのイスラム教徒に与えられた義務であるとしている。

## 活動
- 2000年12月 - デリーのレッド・フォートに対して自爆テロ。3人が死亡。
- 2001年1月 - シンガポールの空港でインド人5人を殺害。
- 2001年4月 - インド国境警備隊を襲撃。
- 2001年12月13日 - インド議会を襲撃。インドとパキスタン間の関係が険悪化。
- 2002年5月14日 - カルチャク市を襲撃。30人以上が死亡、48人が負傷。この襲撃後、パキスタン政府はハーフィズ・モハンマド・サイードを逮捕し、11ヶ月間拘禁した。
- 2006年7月11日 - ムンバイ列車爆破事件。LeTの別働隊とされるラシュカレ・カッハール（Lashkar-e-Qahhar）が犯行声明を出した。
- 2008年11月26日 - ムンバイ同時多発テロの関与が疑われている。
- 2025年4月22日 - 2025年パハルガムテロ事件。観光客など少なくとも26人が死亡、10人以上が負傷した。